# Nouvelair Tunesie

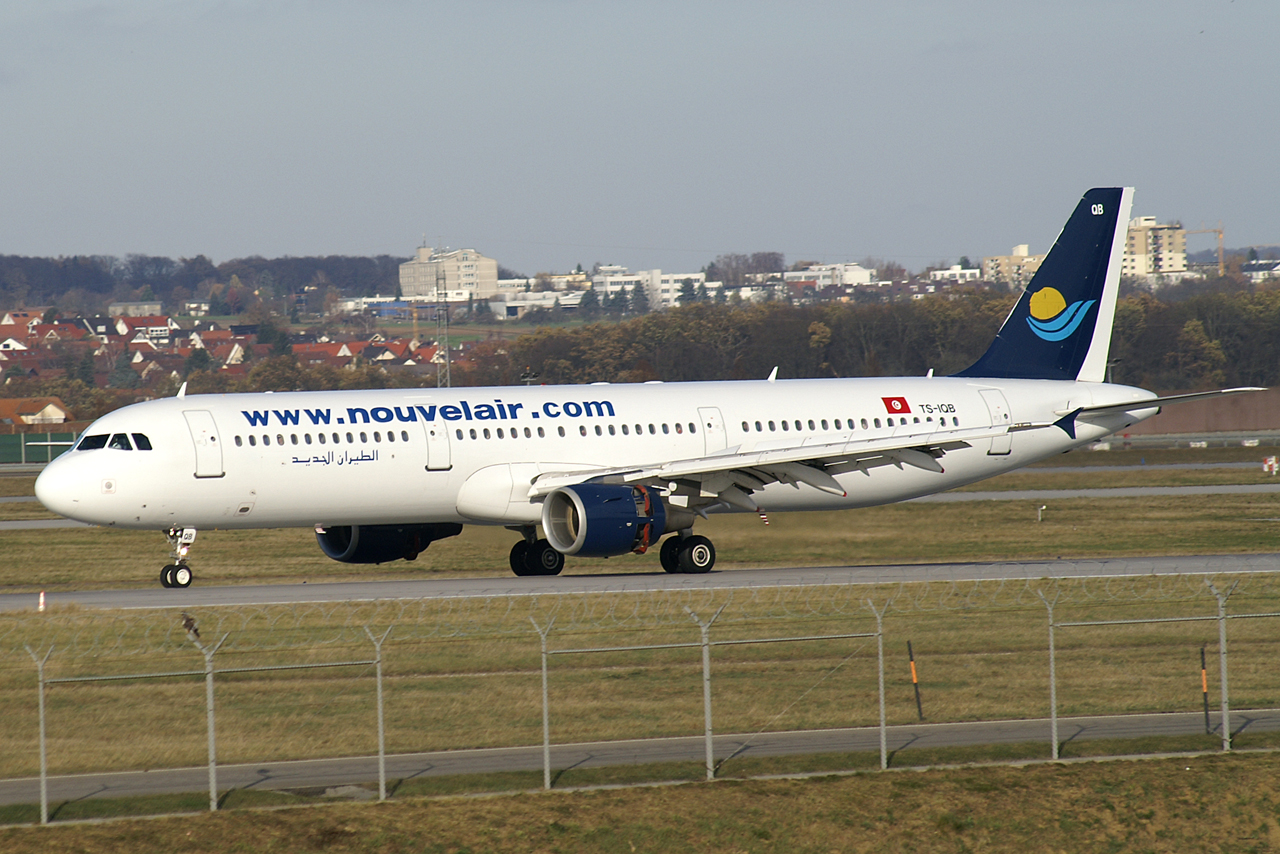
Een Airbus A321-200 van Nouvelair Tunesie

Nouvelair Tunesie is een Tunesische chartermaatschappij met enkele lijnvluchten. Zij is gevestigd in Monastir.

## Geschiedenis
Nouvelair Tunesie is opgericht in 1989 als Air Liberté Tunisie door Air Liberté uit Frankrijk. Na voortdurende verliezen ging het aandeel van Air Liberté naar 0% terwijl Azis Milad een aandeel had van 55%. In 1996 werd de naam gewijzigd in Nouvelair Tunesie met als nieuwe eigenaar Tunisian Travel Service.
De vluchten gaan vanuit Tunis, Monastir en Djerba. Een deel van de vloot is gekocht van het failliet gegane bedrijf Sabena. De andere helft is nieuw gekocht van het Duits-Frans vliegtuigbouwer Airbus.

## Bestemmingen
Nouvelair Tunesie voert lijnvluchten uit naar: (zomer 2007)
- Düsseldorf
- Weeze
- Monastir
- München
- Bristol
- Amsterdam Schiphol
- Londen Gatwick
- Parijs Charles de Gaulle
- İzmir
- Kiev
- Boekarest
- Cluj-Napoca
- Bergamo
- Nice
- Oslo
- Praag
- Rennes
- Sandefjord
- Warschau
- Medina
- Wenen
- Verona
- Stuttgart
- Sofia
- Brussel

## Vloot
De vloot van Nouvelair Tunesie bestond op 12 mei 2011 uit de volgende toestellen:
- 12 Airbus A320-200 (2 bestellingen)
- 2 Airbus A321-200